# ɤ́
Cette page contient des caractères spéciaux ou non latins. S’ils s’affichent mal (▯, ?, etc.), consultez la page d’aide Unicode.
Ɤ́ (minuscule : ɤ́), ou cornes de bélier accent aigu, est un graphème utilisé dans l’écriture du dan de l’Est et du goo. Il s’agit de la lettre cornes de bélier diacritée d’un accent aigu.

## Représentations informatiques
Le cornes de bélier accent aigu peut être représenté avec les caractères Unicode suivants :
- décomposé (Alphabet phonétique international, diacritiques)[1],[2],[3]

| formes    | représentations | chaînes de caractères | points de code | descriptions                                                     |
| --------- | --------------- | --------------------- | -------------- | ---------------------------------------------------------------- |
| majuscule | Ɤ́               | ꟍ◌̋                    | U+A7CD U+030B  | lettre majuscule latine cornes de bélier diacritique accent aigu |
| minuscule | ɤ́               | ɤ◌̋                    | U+0264 U+030B  | lettre minuscule latine cornes de bélier diacritique accent aigu |